# 小行星3280
小行星3280（3280 Gretry）是一颗围绕太阳公转的小行星。1933年9月17日，費爾南德·里戈在于克勒发现了此天体。
該小行星以比利時作曲家安德烈·格雷特里命名。
这颗小行星的绝对星等为0.17790等。